# Casterman
Casterman è una casa editirice belga di lingua francese, specializzata nella pubblicazione di fumetti e di libri per bambini. Ha sede a Tournai, Belgio.

## Storia
Fondata nel 1780, Casterman era in origine una tipografia che si occupava di stampare manifesti e pubblicazioni per conto terzi. Nel 1934, Casterman ha preso il controllo di Le Petit Vingtième iniziando a pubblicare Tintin a partire dal quarto albo della serie I sigari dei faraoni. Dal 1942 Casterman ha ripubblicato le storie di Tintin in una versione rivista e colorata.
Rafforzata dal successo degli albi di Hergé la Casterman ha pubblicato nuove serie di autori come Jacques Martin, François Craenhals e C. & V. Hansen. Dal 1954 Casterman pubblica anche libri per bambini tra questi la popolare serie di Martine scritta da Marcel Marlier.
Nel tentativo di conquistare anche un mercato più maturo Casterman nel 1973 decise di pubblicare anche le storie di Corto Maltese scritte dal fumettista italiano Hugo Pratt.
Attualmente Casterman fa parte del Groupe Madrigall.